# 真情滿天下
《真情滿天下》（英語：Love Above All）為2008年三立台灣台八點檔連續劇，由創億傳播公司製作，2008年6月25日首播，2009年9月2日播出大結局，接檔《我一定要成功》於每週一至週五晚上八點播出。

## 播出時間
- 三立台灣台：2008年6月25日起，週一至週五晚間20:00-22:08首播，已在2009年9月2日播畢。
- 2008年9月29日-2009年6月26日播出時間為20:00-22:00。
- 八度空间：2008年9月24日起，週一至週五午間18:00-19:00首播。
- 中國中央電視臺電視劇頻道：2011年2月25日播出時間為16:59-18:47（國語配音）
- 新传媒8频道：2011年3月25日起，週一至週五午間16:30-17:30首播（國語配音）

## 演員名單
- 陳昭榮饰关世昌/林志鴻
- 許翼川饰幼年关世昌
- 周幼婷饰羅德慧/劉德慧
- 鄭禹瑄饰幼年羅德慧
- 孫協志饰林明傑/關明傑
- 傅顯濬饰幼年林明傑
- 张凤书饰陈雅雯
- 石井美佳饰幼年陈雅雯
- 連靜雯饰張曉芳
- 朱育瑩饰幼年張曉芳
- 王耿豪飾方子良/張子良
- 王欣逸饰幼年方子良
- 李燕飾關葦葦
- 王羿婷饰幼年關葦葦
- 柯叔元飾李聪明
- 傅顯斌饰幼年李聪明
- 简沛恩飾宋雲喬/林雲喬
- 江宏恩飾方建龙/蕭建龍
- 陈珮骐飾陈安安/羅安安(Sandy)
- 廖峻飾关坤成
- 林嘉俐飾周素珍
- 李㼈飾林云龙
- 徐贵樱飾何淑卿
- 陈霆飾刘本木
- 席曼寧飾劉月梅
- 陈淑芳飾曾宝珠
- 谈学斌飾張阿樹
- 林佩君飾黄秀兰
- 王豪飾陈瑞清
- 检场飾方国强
- 王美雪飾李明芳
- 李芳雯飾賴淑真
- 飾邱桂英
- 高鳴飾羅萬福
- 伊正飾羅文斌/王志成
- 楊慶煌飾陳光宗
- 方岑飾林愛萍
- 李滔飾蔡淑女
- 江國賓飾蔡重興
- 石峰飾陳世鵬
- 唐豐飾方建州
- 江青霞飾謝秋月
- 柯淑勤飾洪春滿
- 楊烈飾蕭燦堂
- 馬幼興飾陳天保/廖天保
- 楊淇飾彭玉琴
- 蘇進弘飾蕭一慶
- 程椿琪飾小蓁
- 李之勤飾彭玉華
- 丁力騏飾何舜輝
- 王瞳飾陳珊珊
- 李易飾蕭建中/方建中
- 卜學亮飾邱連生
- 白芝穎飾高芊芊
- 蔡小彬飾高大力
- 董科男飾蕭建邦
- 宋達民飾江勝豪
- 丁國琳飾蕭美鳳
- 沈世朋飾陳建民
- 陳熙鋒飾高正峰
- 李亮瑾飾方玉婷
- 柯素雲飾楊素雲
- 鄭志偉飾陳添財
- 張維錫飾方阿文/賴阿文
- 夏靖庭飾楊嘉榮
- 黃仲崑飾許金海
- 楚宣飾許可玲(阿萍)
- 周慎鴻飾高明輝
- 周志遠飾阿吉
- 梁佑南飾杨美华/王麗玲
- 何奕東飾李正豪
- 楊繡惠飾宋美丽
- 黑面飾紅蟳
- 楊少文飾林旺來
- 岳庭飾阿緞
- 丁寧飾吳佩怡/邱麗芬
- 嚴立婷飾張淑娟
- 黃雨欣飾言言
- 程學書飾阿俊
- 黃瑄飾莎莎
- 龍天翔飾王大砲
- 許家榮飾趙勇剛
- 魏文良飾王理事
- 馬依琳飾佳佳
- 吳佳珊飾王阿嬌
- 劉香君飾鄭淑惠
- 楊閔飾楊小敏
- 林文鈞飾周正德
- 文汶飾蘇家琪
- 盧彪飾黑豹
- 林浩笙飾小寶
- 胡鈞飾陳武雄
- 童毅軍飾溫正義

特別客串：
- 傅显皓飾聰賢
- 秋乃華飾阿樺
- 李波飾香腸伯
- 阿竿飾趙疆鈞
- 陳萬號飾林理事
- 高明伟飾阿顺
- 王希華飾芒果王
- 劉尚恩飾貍仔
- 張世賢飾阿德
- 苗真飾寶寶
- 邱逸峰飾亞必
- 陳妍安飾小青
- 长青飾李金水
- 馬如風飾蕭有兆
- 霍正奇飾游東山
- 何曼寧飾陳巧蕙
- 星卉飾唐雨欣
- 朱進新飾洪老大
- 王昱翔飾張組長

## 收視率
| 播映日期                     | 週數 | 平均收視率 | 排名 | 集數    | 備註                                    |
| ---------------------------- | ---- | ---------- | ---- | ------- | --------------------------------------- |
| 2008年6月25日－6月27日       | 1    | 5.28       | 3    | 01-03   | 接於《我一定要成功》之後同日播出        |
| 2008年6月30日－7月4日        | 2    | 3.93       | 2    | 04-08   |                                         |
| 2008年7月7日－7月11日        | 3    | 3.93       | 2    | 09-13   |                                         |
| 2008年7月14日－7月18日       | 4    | 3.86       | 2    | 14-18   |                                         |
| 2008年7月21日－7月25日       | 5    | 3.86       | 2    | 19-23   |                                         |
| 2008年7月28日－8月1日        | 6    | 4.47       | 2    | 24-28   |                                         |
| 2008年8月4日－8月8日         | 7    | 3.96       | 2    | 29-33   |                                         |
| 2008年8月11日－8月15日       | 8    | 3.94       | 2    | 34-38   |                                         |
| 2008年8月18日－8月22日       | 9    | 3.81       | 2    | 39-43   |                                         |
| 2008年8月25日－8月29日       | 10   | 3.93       | 2    | 44-48   |                                         |
| 2008年9月1日－9月5日         | 11   | 3.67       | 2    | 49-53   |                                         |
| 2008年9月8日－9月12日        | 12   | 3.27       | 2    | 54-58   |                                         |
| 2008年9月15日－9月19日       | 13   | 3.09       | 2    | 59-63   |                                         |
| 2008年9月22日－9月26日       | 14   | 3.31       | 2    | 64-68   |                                         |
| 2008年9月29日－10月3日       | 15   | 3.31       | 2    | 69-73   |                                         |
| 2008年10月6日－10月10日      | 16   | 3.23       | 2    | 74-78   |                                         |
| 2008年10月13日－10月17日     | 17   | 3.30       | 2    | 79-83   |                                         |
| 2008年10月20日－10月24日     | 18   | 3.22       | 2    | 84-88   |                                         |
| 2008年10月27日－10月31日     | 19   | 3.28       | 2    | 89-93   |                                         |
| 2008年11月3日－11月7日       | 20   | 3.55       | 2    | 94-98   |                                         |
| 2008年11月10日－11月14日     | 21   | 3.82       | 2    | 99-103  |                                         |
| 2008年11月17日－11月21日     | 22   | 4.00       | 2    | 104-108 |                                         |
| 2008年11月24日－11月28日     | 23   | 4.20       | 2    | 109-113 |                                         |
| 2008年12月1日－12月5日       | 24   | 4.17       | 2    | 114-118 |                                         |
| 2008年12月8日－12月12日      | 25   | 3.77       | 2    | 119-123 |                                         |
| 2008年12月15日－12月19日     | 26   | 3.79       | 2    | 124-128 |                                         |
| 2008年12月22日－12月26日     | 27   | 4.70       | 2    | 129-133 |                                         |
| 2008年12月29日－2009年1月2日 | 28   | 4.65       | 2    | 134-138 |                                         |
| 2009年1月5日－1月9日         | 29   | 5.00       | 2    | 139-143 |                                         |
| 2009年1月12日－1月16日       | 30   | 4.87       | 2    | 144-148 |                                         |
| 2009年1月19日－1月23日       | 31   | 4.18       | 2    | 149-153 |                                         |
| 2009年1月26日－1月30日       | 32   | 4.18       | 2    | 154-158 |                                         |
| 2009年2月2日－2月6日         | 33   | 5.73       | 2    | 159-163 | 02/02平均收視率為6.88                   |
| 2009年2月9日－2月13日        | 34   | 5.36       | 2    | 164-168 |                                         |
| 2009年2月16日－2月20日       | 35   | 7.36       | 2    | 169-173 | 2月18日分段收視最高10.12，戰勝民視 娘家 |
| 2009年2月23日－2月27日       | 36   | 6.23       | 2    | 174-178 |                                         |
| 2009年3月2日－3月6日         | 37   | 5.74       | 2    | 179-183 |                                         |
| 2009年3月9日－3月13日        | 38   | 5.59       | 2    | 184-188 |                                         |
| 2009年3月16日－3月20日       | 39   | 4.81       | 2    | 189-193 |                                         |
| 2009年3月23日－3月27日       | 40   | 4.01       | 2    | 194-198 |                                         |
| 2009年3月30日－4月3日        | 41   | 4.21       | 2    | 199-203 |                                         |
| 2009年4月6日－4月10日        | 42   | 4.32       | 2    | 204-208 |                                         |
| 2009年4月13日－4月17日       | 43   | 4.16       | 2    | 209-213 |                                         |
| 2009年4月20日－4月24日       | 44   | 4.38       | 2    | 214-218 |                                         |
| 2009年4月27日－5月1日        | 45   | 4.57       | 2    | 219-223 |                                         |
| 2009年5月4日－5月8日         | 46   | 4.51       | 2    | 224-228 |                                         |
| 2009年5月11日－5月15日       | 47   | 4.32       | 2    | 229-233 |                                         |
| 2009年5月18日－5月22日       | 48   | 4.44       | 2    | 234-238 |                                         |
| 2009年5月25日－5月29日       | 49   | 4.50       | 2    | 239-243 |                                         |
| 2009年6月1日－6月5日         | 50   | 4.57       | 2    | 244-248 |                                         |
| 2009年6月8日－6月12日        | 51   | 4.39       | 2    | 249-253 |                                         |
| 2009年6月15日－6月19日       | 52   | 4.58       | 2    | 254-258 |                                         |
| 2009年6月22日－6月26日       | 53   | 4.53       | 2    | 259-263 |                                         |
| 2009年6月29日－7月3日        | 54   | 4.50       | 2    | 264-268 |                                         |
| 2009年7月6日－7月10日        | 55   | 3.77       | 2    | 269-273 |                                         |
| 2009年7月13日－7月17日       | 56   | 3.72       | 2    | 274-278 |                                         |
| 2009年7月20日－7月24日       | 57   | 3.93       | 2    | 279-283 |                                         |
| 2009年7月27日－7月31日       | 58   | 3.98       | 2    | 284-288 |                                         |
| 2009年8月3日－8月7日         | 59   | 4.04       | 2    | 289-293 |                                         |
| 2009年8月10日－8月14日       | 60   | 3.47       | 2    | 294-298 |                                         |
| 2009年8月17日－8月21日       | 61   | 3.73       | 2    | 299-303 |                                         |
| 2009年8月24日－8月28日       | 62   | 3.76       | 2    | 304-308 |                                         |
| 2009年8月31日－9月2日        | 63   | 4.74       | 2    | 309-311 | 接於天下父母心同日播出                  |
| 收視平均                     | -    | 4.24       | 2    | -       | 資料來源                                |

同時段節目：
- 民視《娘家》
- 台視：
  - 週一～五《懷玉傳奇 千金媽祖》
  - 週一～四《懷玉傳奇 千金媽祖／商道／玻璃鞋／風之畫師／我人生最後的緋聞／明星的戀人／一代神相賴布衣／封神榜之武王伐紂／少林武僧／射鵰英雄傳／嘉慶君遊台灣》
  - 週五《百萬小學堂／波麗士大人》
- 中視：
  - 週一～四《阿信／六個孩子／鹿鼎記／牽牛花開的日子／光陰的故事／請問芳名／老王同學會／伊甸園之東／賢內助女王／閃亮的日子》
  - 週五《鹿鼎記／挑戰101／周五八點黨》
- 華視：
  - 週一～五《歡喜來逗陣／三明治先生／出外人生／這三個女人／烈愛傷痕／戀愛女王／珍珠／我叫金三順／開封有個包青天》
  - 週一～四《開封有個包青天／浪漫滿屋／住左邊住右邊／魔女18號／我在墾丁*天氣晴／別再叫我外籍新娘／我在1949，等你／歡喜來逗陣》
  - 週五《幸福A計畫／全民快樂有go正》
- 大愛《竹音深處／情緣路／走過好味道／矽谷阿嬤／愛，有你來作伴／台九線上的愛／千江有水千江月／真情伴星月／幸福一牛車／春風伴我行／芳草碧連天／幸福的起點》
- 由AGB尼爾森調查，調查範圍是台灣四歲以上收看電視之觀眾。
- 資料來源：中時娛樂、凱絡媒體週報

## 主題曲

### 片頭曲
1. 愛情爐丹（2008年6月25日-2008年7月31日）
作詞：阿丹，作曲：江志豐，主唱：蔡小虎
2. 女人夢花（2008年8月1日-2008年8月12日）
詞曲：林純穗，主唱：秀蘭瑪雅
3. 夢中的形影（2008年8月13日-2008年8月29日）
詞曲：林從胤，主唱：秀蘭瑪雅、施文彬
4. 大樹腳（2008年9月1日-2008年9月30日）
作詞：盧和生，作曲：陳偉強，主唱：王中平
5. 石頭心（2008年10月1日-2008年10月31日）
詞曲：張燕清，主唱：林姍
6. 夢中的形影（2008年11月3日-2008年11月28日）
詞曲：林從胤，主唱：秀蘭瑪雅、施文彬
7. 愛你的日子（2008年12月1日-2008年12月31日）
作詞：李巖修，作曲：徐嘉良，主唱：陳雷、甲子慧
8. 等愛的人（2009年1月1日-2009年1月30日）
作詞：盧和生，作曲：陳偉強，主唱：詹曼鈴
9. 雨聲（2009年2月2日-2009年2月27日）
詞曲：彭立，主唱：彭立
10. 我愛的人（2009年3月2日-2009年3月31日）
作詞：盧和生、王宗凱，作曲：王宗凱，主唱：沈芳如
11. 籤詩（2009年4月1日-2009年4月30日）
作詞：盧和生，作曲：陳偉強，主唱：陳茂豐、詹曼鈴
12. 傷心影（2009年5月1日-2009年5月29日）
作詞：盧和生，作曲：陳偉強，主唱：甲子慧
13. 腳印（2009年6月1日-2009年6月30日）
作詞：盧和生，作曲：陳偉強，主唱：王識賢
14. 郎啊 （2009年7月1日-2009年7月31日）
詞曲：張燕清，主唱：羅時豐、龍千玉
15. 切心 （2009年8月3日-2009年9月2日）
作詞：林東松，作曲：吳嘉祥，主唱：王識賢

### 插曲
1. 甲我跳舞好否
「德慧、明杰跳舞曲」(第7集)
作詞：武雄，作曲：蕭煌奇，主唱：蕭煌奇

### 片尾曲
1. 女人心（2008年6月25日-2008年7月31日）
作詞：盧和生、邱宏瀛，作曲：王尚宏，主唱：甲子慧
2. 一段情（2008年8月1日-2008年8月29日）
詞曲：黃瑞豐，主唱：蔡秋鳳
3. 夢中的形影（2008年9月1日-2008年9月30日）
詞曲：林從胤，主唱：秀蘭瑪雅、施文彬
4. 心聲（2008年10月1日-2008年10月31日）
作詞：盧和生，作曲：黃玫瑛，主唱：劉依純、王建傑
5. 愛無後悔（2008年11月3日-2008年11月28日）
詞曲：游元祿，主唱：林姍、翁立友
6. 窗外的雨聲（2008年12月1日-2008年12月31日）
詞曲：朱立勛，主唱：秀蘭瑪雅、施文彬
7. 活是為著你（2009年1月1日-2009年2月13日）
詞曲：張燕清，主唱：李明洋、朱海君
8. 愛情（2009年2月16日-2009年3月31日）
詞曲：江志豐，主唱：龍千玉
9. 朋友乾杯（2009年4月1日-2009年5月29日）
作詞：高以德，作曲：何陽，主唱：王識賢、楊哲
10. 郎啊 （2009年6月1日-2009年6月30日）
詞曲：張燕清，主唱：羅時豐、龍千玉
11. 道歉（2009年7月1日-2009年7月13日）
詞曲：張燕清，主唱：楊哲
12. 若得到你干若得到全世界（2009年7月14日-2009年9月2日）
詞曲：黃秀清，主唱：楊哲

### 金曲
1. 愛情爐丹（2008年6月25日-2008年7月15日）
作詞：阿丹，作曲：江志豐，主唱：蔡小虎
2. 一段情（2008年7月16日-2008年8月22日）
詞曲：黃瑞豐，主唱：蔡秋鳳
3. 家（2008年8月25日-2008年9月5日）
詞曲：黃瑞豐，主唱：蔡秋鳳
4. 舊情（2008年9月8日-2008年9月30日）
作詞：巴布，作曲：蕭蔓萱，主唱：方瑞娥
5. 愛無後悔（2008年10月1日-2008年10月31日）
詞曲：游元祿，主唱：林姍、翁立友
6. 三生石（2008年11月3日-2008年11月21日）
詞曲：林久登，主唱：朱海君、李明洋
7. 今生為你（2008年11月24日-2008年12月12日）
詞曲：江志豐，主唱：江志豐
8. 行棋（2008年12月15日-2008年12月31日）
詞曲：江志豐，主唱：翁立友
9. 活是為著你（2009年1月1日-2009年1月23日）
詞曲：張燕清，主唱：李明洋、朱海君
10. 後悔啦（2009年1月26日-2009年2月13日）
詞曲：江志豐，主唱：李明洋
11. 活是為著你（2009年2月16日-2009年2月20日）
詞曲：張燕清，主唱：李明洋、朱海君
12. 珍惜（2009年2月23日-2009年3月31日）
詞曲：傑米，主唱：龍千玉
13. 癡情膽（2009年4月1日-2009年4月17日）
作詞：邱宏瀛，作曲：江志豐，主唱：張秀卿、蔡小虎
14. 不甘你哭（2009年4月20日-2009年4月30日）
詞曲：張燕清，主唱：張秀卿、羅時豐
15. 刻字（2009年5月1日-2009年5月15日）
詞曲：江志豐，主唱：張秀卿、翁立友
16. 風流（2009年5月18日-2009年5月29日）
作詞：巴布，作曲：林東松，主唱：羅時豐、大芭
17. 郎啊 （2009年6月1日-2009年6月12日）
詞曲：張燕清，主唱：羅時豐、龍千玉
18. 望天 （2009年6月15日-2009年6月26日）
詞曲：葉子，主唱：羅時豐
19. 思念無藥醫（2009年6月29日-2009年7月17日）
詞曲：張燕清，主唱：張蓉蓉
20. 傷心的探戈（2009年7月20日-2009年8月7日）
詞曲：石國人，主唱：張蓉蓉
21. 心愛請保重（2009年8月10日-2009年8月21日）
詞曲：石國人，主唱：許志豪、林良歡
22. 用真心愛一個人（2009年8月24日-2009年9月2日）
作詞：張文夫，作曲：螞蟻，主唱：蔡小虎

## 電視節目的變遷
| 中華民國 三立台灣台 三立八點台劇 每週一至週五20:00 - 22:08 | 中華民國 三立台灣台 三立八點台劇 每週一至週五20:00 - 22:08 | 中華民國 三立台灣台 三立八點台劇 每週一至週五20:00 - 22:08 |
| ---------------------------------------------------------- | ---------------------------------------------------------- | ---------------------------------------------------------- |
|                                                            | 真情滿天下 （2008年6月25日－2009年9月2日）                 |                                                            |
| 我一定要成功 （2007年9月19日－2008年6月25日）              | 天下父母心 （2009年9月2日－2010年11月10日）                |                                                            |

| 马来西亚 八度空间 每週一至週五18:00 - 19:00 | 马来西亚 八度空间 每週一至週五18:00 - 19:00 | 马来西亚 八度空间 每週一至週五18:00 - 19:00 |
| ------------------------------------------- | ------------------------------------------- | ------------------------------------------- |
|                                             | 真情滿天下 （2008年9月24日－2010年2月12日） |                                             |
| 情義 （2008年4月25日－2008年9月23日）       | 天下父母心 （2010年2月18日－2011年6月22日） |                                             |

| 新加坡 新传媒电视8频道 每週一至週五 16:30 - 17:30       | 新加坡 新传媒电视8频道 每週一至週五 16:30 - 17:30            | 新加坡 新传媒电视8频道 每週一至週五 16:30 - 17:30            |
| ------------------------------------------------------- | ------------------------------------------------------------ | ------------------------------------------------------------ |
|                                                         | 真情满天下 （2011年3月25日－2012年7月31日）                  |                                                              |
| 光阴的故事 （2010年10月22日－2011年3月24日）            | 天下第一味 （2012年8月1日－2013年10月29日）                  |                                                              |
| 新加坡 新传媒电视8频道 每周一至周四早上10.30-12.30 重播 |                                                              |                                                              |
| 愛 （2012年11月8日－2014年9月30日）                     | 真情满天下 （2014年9月30日－2015年8月20日） （第一集 11:30） | 天下第一味 （2015年8月24日－2016年5月30日） （第一集 11:30） |